# كليمنس فيست
كليمنس فيست (بالألمانية: Clemens Fuest)‏ هو اقتصادي ألماني، ولد في 23 أغسطس 1968 في مونستر في ألمانيا.

## وصلات خارجية
- كليمنس فيست على موقع IMDb (الإنجليزية)
- كليمنس فيست على موقع مونزينجر (الألمانية)